# Martiri della rivoluzione francese
I martiri della rivoluzione francese sono i sacerdoti, i religiosi e i laici cattolici francesi che, durante la rivoluzione francese (1789-1799), furono uccisi a causa della loro fede.
Le persecuzioni religiose durante questo periodo avevano il preciso obiettivo di sradicare il cristianesimo in Francia e causarono un elevato numero di vittime, molte delle quali sono venerate come martiri dalla Chiesa cattolica.

## Santi
- Salomone Leclerq, religioso lasalliano
- Teresa di Sant'Agostino e 15 compagne carmelitane

## Beati
- Maria Maddalena Fontaine e 3 compagne
- Maria Clotilde Paillot e 10 compagne
- Ifigenia di San Matteo e 31 compagne
- Jean-Marie du Lau d'Alleman, François-Joseph de La Rochefoucauld e Pierre-Louis de La Rochefoucauld e 188 compagni
- Pierre-René Rogue
- Jean-Baptiste Turpin du Cormier e 18 compagni
- Noël Pinot
- Guillaume Repin e 98 compagni
- Jean-Baptiste Souzy e 63 compagni
- Marguerite Rutan
- Pierre-Adrien Toulorge

## Servi di Dio
- Elisabetta di Borbone